# Панов, Владимир Леонидович
Владимир Леонидович Панов (род. 26 мая 1950) — советский футболист, защитник; российский тренер.

## Биография
Владимир Панов родился 26 мая 1950 года.
Играл в футбол на позиции защитника. В 1967—1970 годах выступал во второй группе класса «А» / первой лиге за тбилисский «Локомотив». В сезоне-67 провёл только 8 матчей, однако затем стал футболистом основного состава, сыграв за три сезона 107 поединков.
Следующие два сезона провёл во второй лиге. В 1971 году перебрался в «Мешахте» из Ткибули, но по ходу розыгрыша перешёл в «Мерцхали» из Махарадзе, в котором провёл и следующий сезон.
В 1973 году перешёл в ростовский СКА, в составе которого в первом сезоне дебютировал в высшей лиге, сыграв за сезон 4 матча. В 1974 году сыграл в 17 матчах первой лиги и помог армейцам вернуться в элиту советского футбола, где в сезоне-75 провёл ещё 6 поединков.
По окончании игровой карьеры стал тренером. В 2000 году с начала сезона до мая входил в тренерский штаб владикавказской «Алании».